# Йоанис Папайоану
Йоанис Папайоану (на гръцки: Ιωάννης Παπαϊωάννου) е гръцки шахматист, гросмайстор от 1998 г. Трикратен шампион на Гърция в периода 1997-1999 г.

## Участия на шахматни олимпиади
Участва на пет шахматни олимпиади. Изиграва 60 партии, постигайки 17 победи и 34 ремита. Средната му успеваемост е 56,7 процента. През 1998 г. постига реми с Васил Спасов, а през 2004 г. с Александър Делчев.
| Година | Организатор | Отбор  | Класиране (отборно) | Дъска    |
| 1998   | Елиста      | Гърция | 36                  | Четвърта |
| 2000   | Истанбул    | Гърция | 20                  | Първа    |
| 2002   | Блед        | Гърция | 25                  | Първа    |
| 2004   | Калвия      | Гърция | 11                  | Втора    |
| 2006   | Торино      | Гърция | 22                  | Втора    |

## Участия на европейски отборни първенства
Папайоану участва на четири европейски отборни първенства. Изиграва 30 партии, като постига 8 победи и 17 равенства. Средната му успеваемост е 55 процента. На два пъти сред съперниците му има българи, двубоите с които завършват реми - Александър Делчев през 2003 г. и с Иван Чепаринов през 2005 г.
| Година | Организатор | Отбор  | Класиране (отборно) | Дъска         |
| 2001   | Леон        | Гърция | 8                   | Първа         |
| 2003   | Пловдив     | Гърция | 18                  | Първа         |
| 2005   | Гьотеборг   | Гърция | 4                   | Втора         |
| 2007   | Ираклион    | Гърция | 14                  | Първа резерва |